# آراجاموغ
آراجاموغ (به ارمنی: Առաջամուղ) یک منطقهٔ مسکونی در جمهوری آرتساخ است که در استان هادروت واقع شده‌است. آراجاموغ ۸۵ نفر جمعیت دارد.